# قارچ رنگ
قارچِ رنگ (نام علمی: Echinodontium tinctorium) نام یک گونه از راسته تیغه‌تردسانان است. سرخ‌پوستان آمریکا از رنگ این قارچ برای مالیدن رنگ به بدن استفاده می‌کردند.